# Seznam arheoloških najdišč v Sloveniji
Seznam arheoloških najdišč v Sloveniji.
| Ime nahajališča                     | Lokacija                           | Regija                   | Doba                                                                          | Opombe                                                                           |
| ----------------------------------- | ---------------------------------- | ------------------------ | ----------------------------------------------------------------------------- | -------------------------------------------------------------------------------- |
| Betalov spodmol                     | Postojna                           | Notranjska               | kamena doba                                                                   | orožje in orodje, ognjišče                                                       |
| Jama v Lozi pri Orehku              | Orehek                             | Notranjska               | kamena doba                                                                   | Kamnita sekira in orodje.                                                        |
| Herkove jame (Herkove peči)         | Radlje ob Dravi                    | Koroška                  | kamena doba                                                                   | Slovenski jamski kataster, jama št. 1849.                                        |
| Jama pri Črnem kalu                 | Črni kal                           | Primorska                | kamena doba                                                                   |                                                                                  |
| Parska golobina                     | Pivka                              | Notranjska               | kamena doba                                                                   | prvi raziskovalec: Srečko Brodar, 1950 Franc Osole: doktorska disertacija (1959) |
| Njivška jama                        | Njivice pri Radečah                | Posavje                  | kamena doba                                                                   | prvi raziskovalec: Srečko Brodar, 1934                                           |
| Divje babe                          | Cerkno                             | Primorska                | kamena doba                                                                   | neandrtalčeva piščal, najstarejše (staro 60 000 let) glasbilo v Evropi           |
| Ajdna nad Potoki                    | Jesenice                           | Gorenjska                | rimska doba                                                                   |                                                                                  |
| Ajdovska jama pri Nemški vasi       | Krško                              | Posavje                  | kamena doba                                                                   |                                                                                  |
| Ajdovski gradec nad Vranjem         | Sevnica                            | Posavje                  | rimska doba                                                                   |                                                                                  |
| Ajdovski gradec, Bohinjska Bistrica | Bohinjska Bistrica                 | Gorenjska                | rimska doba                                                                   |                                                                                  |
| Ajdovščina nad Rodikom              | na dominantni vzpetini nad Rodikom | Primorska                | prazgodovinsko in antično nahajališče s poselitvijo v 1. in 2. stoletju n.št. |                                                                                  |
| Castra                              | Ajdovščina                         | Primorska                | rimska doba                                                                   |                                                                                  |
|                                     | Andrenci v Slovenskih goricah      | Štajerska                | bakrena doba                                                                  |                                                                                  |
| Apnarjeva jama                      | Liboje                             | Štajerska                | kamena doba                                                                   |                                                                                  |
| Babja jama                          | Dob pri Domžalah                   | Gorenjska                | kamena doba                                                                   |                                                                                  |
| Batuje (Vipavska dolina)            | Ajdovščina                         | Primorska                | staroslovenska doba                                                           |                                                                                  |
|                                     | Benedikt v Slovenskih goricah      | Štajerska                |                                                                               |                                                                                  |
|                                     | Bitnje                             | Gorenjska                |                                                                               |                                                                                  |
|                                     | Blatna Brezovica                   | osrednjeslovenska regija | bronasta doba                                                                 |                                                                                  |
|                                     | Bled                               | Gorenjska                | bakrena, železna doba                                                         |                                                                                  |
| Bobovek                             | Kranj                              | Gorenjska                | rimska doba                                                                   |                                                                                  |
| Bodešče                             | Radovljica                         | Gorenjska                |                                                                               |                                                                                  |
| Brinjeva gora (nad Zrečami)         | Zreče                              | Štajerska                | bakrena, železna doba                                                         |                                                                                  |
|                                     | Brežice                            | Posavje                  |                                                                               |                                                                                  |
| Potočka zijalka                     | Olševa, Karavanke                  | Štajerska                | kamena doba                                                                   | Šivanka iz kosti živali, nastanek pred 35 000 leti.                              |
| Arheološko najdišče Rifnik          | Rifnik                             | Štajerska                | bakrena, železna, rimska doba                                                 | [ 5 ]                                                                            |
| Brinjeva gora nad Prevaljami        | Prevalje                           | Koroška                  | bakrena, železna doba                                                         | [ 6 ]                                                                            |
| Čermožiše                           | Žetale                             | Štajerska                | bronasta doba                                                                 |                                                                                  |
| Claudia Celeia                      | Celje                              | Štajerska                | rimska doba                                                                   |                                                                                  |
| Rimska nekropola                    | Šempeter v Savinjski dolini        | Štajerska                | rimska doba                                                                   |                                                                                  |
| Rimska nekropola                    | Šentjur                            | Štajerska                | rimska doba                                                                   |                                                                                  |
| Fluvius Frigidus                    | Ajdovščina                         | Primorska                | rimska doba                                                                   |                                                                                  |
| Prazgodovinsko naselje              | Most na Soči                       | Primorska                | železna doba                                                                  |                                                                                  |
| Batuje                              | Vipavska dolina                    | Primorska                | staroslovenska doba                                                           |                                                                                  |
| Županov spodmol                     | Sajevče                            | Notranjska               | kamena doba                                                                   |                                                                                  |
| Roška špilja                        | Škocjanske jame                    | Kras                     | kamena doba                                                                   |                                                                                  |
| Jama pod Predjamskim gradom         | Predjamski grad                    | Notranjska               | bakrena, bronasta doba                                                        |                                                                                  |
| Caprae, Iustinopolis                | Koper                              | Primorska                | rimska doba                                                                   |                                                                                  |
| Aegida                              | Srmin                              | Primorska                | rimska doba                                                                   |                                                                                  |
| Ad Pirum                            | Hrušica, Col                       | Goriško                  | rimska doba                                                                   |                                                                                  |
| Legen                               | Slovenj Gradec                     | Koroška                  | bakrena do staroslovanska doba                                                |                                                                                  |
| Blejski otok                        | Bled                               | Gorenjska                | staroslovenska doba                                                           |                                                                                  |
| Emona                               | Ljubljana                          | Osrednja Slovenija       | rimska doba                                                                   |                                                                                  |
| Tonovcov grad                       | Kobarid                            | Posočje                  |                                                                               |                                                                                  |
| Vače                                | Litija                             | Zasavje                  | železna doba                                                                  | Vaška situla, nastanek: 5.st.pr.n.št.                                            |
| Neviodunum                          | Drnovo                             | Posavje                  | rimska doba                                                                   |                                                                                  |
| Rimske gomile                       | Brengova                           | Štajerska                | rimska doba                                                                   |                                                                                  |
| Javornik, prazgodovinska naselbina  | Ravne na Koroškem                  | Koroška                  | železna doba                                                                  |                                                                                  |
| Poštela                             | Razvanje /Pohorje                  | Štajerska                | železna doba                                                                  |                                                                                  |
| Osapska jama                        | Osp                                | Primorska                |                                                                               |                                                                                  |
| Simonov zaliv                       | Izola                              | Primorska                | rimska doba                                                                   |                                                                                  |
| Viktorjev spodmol in Mala Triglavca |                                    |                          |                                                                               |                                                                                  |
| Ciganska jama                       | Kočevje                            |                          |                                                                               |                                                                                  |